# Helene Stanton
Helene Stanton, nombre artístico de Eleanor Mae Stansbury, (Filadelfia,  4 de noviembre de 1925 – Pasadena, 7 de junio de 2017) fue una cantante y actriz estadounidense. Empezó su carrera como cantante de ópera en el Cosmopolitan Opera Company en Filadelfia, para después mudarse a Hollywood, donde se inició como cantante de música popular. En 1949 se casó con el actor de cine mudo Ken Harlan, en un matrimonio que duró cuatro años, hasta 1953. En Las Vegas trabajó en la película The Big Combo y en Los Ángeles trabajó junto con Johnny Weissmuller, Arthur Franz y Tom Drake. Tras varios papeles cinematográficos en 1955 y un papel mudo junto al cómico Ben Blue en 1956, en 1957 se casó con Morton Pinsky, con quien tuvo dos hijos y se retiró de la actuación.

## Inicios
Los padres de Eleanor Mae Stansbury eran William Benton Stansbury y Sarah Jane Hamilton y era la menor de cinco hermanos. De niña tomó clases de ballet, pues creía que esto le daba una sensación de control que no tenían las personas que no sabían bailar. Con 13 años acudió a clases de canto.

## Carrera
Tras cantar ópera para la Cosmopolitan Opera Company de Filadelfia, en 1943 actuó en una versión teatral de The Merry Widow. Convencida de que para llegar a Hollywood y triunfar tenía que orientar su carrera hacia la canción ligera, abandonó la ópera. Tras divorciarse en 1953, se centró en su faceta de cantante y se hizo muy amiga del compositor Jimmy McHugh.

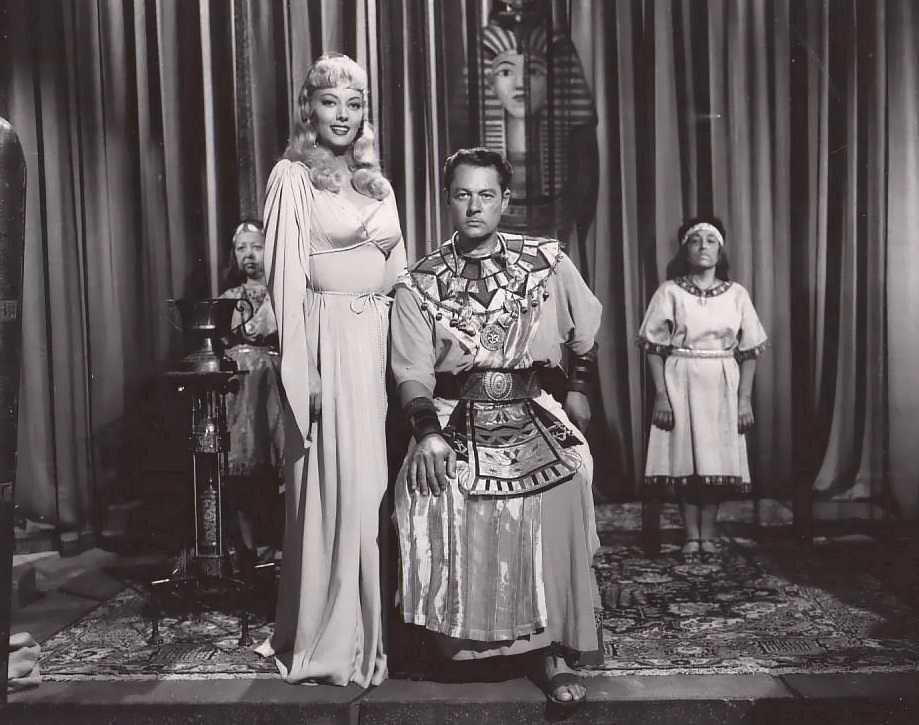
Stanton y Bill Henry en el set de Jungle Moon Men en 1954.

En 1955, la productora cinematográfica Allied Artists le ofreció un papel en la película The Big Combo., tras la cual se trasladó a Los Ángeles para dedicarse por entero a la interpretación, carrera que comenzó cantando en el Ciro's de West Hollywood, California, y actuando en películas menores junto a actores como Johnny Weissmuller, Arthur Franz y Tom Drake. En la mayoría de los papeles que interpretó aparecía como bailarina de burlesque y en una prueba de pantalla para Jungle Moon Men, el productor Sam Katzman la comparó con Rita Hayworth por su altura y por ser pelirroja.  Fue descrita en 1956 como "una joven provocativamente sexy" tras varios papeles en televisión, lo que llamó la atención de los directores de cine al ver sus actuaciones televisivas.
En 1956 actuó junto al cómico Ben Blue. Su último papel fue en la película Four Girls in Town (1957) de Universal. Tras casarse con Morton Pinksy en 1957, se retiró de la actuación.

## Vida personal
En 1949, se casó con el actor de cine mudo Ken Harlan para convertirse en su octava esposa, pero se divorciaron en diciembre de 1953 tras haberse separado en abril, alegando crueldad, aunque ella declaró a la prensa que el divorcio fue "realmente amistoso" y señaló que le parecía una buena persona. Más tarde se casó con el Dr. Morton Pinsky en 1957 y su unión duró hasta la muerte de él en 2009.
Stanton falleció el 7 de junio de 2017 en Pasadena, California, a la edad de 91 años. Está enterrada en el Forest Lawn Memorial Park de Glendale, Los Ángeles[cita requerida] y le sobreviven su hijo Drew Pinsky (más conocido como "Dr. Drew") y su hija Dana Chelf.

## Filmografía parcial
Créditos cinematográficos y televisivos:

### Cine
| - One Girl's Confession (1953) - The Big Combo como Rita (1955) - New Orleans Uncensored como Alma Mae (1955) - Jungle Moon Men como Oma (1955) | - Sudden Danger como Vera (1955) - The Phantom from 10,000 Leagues como Wanda (1955) - Four Girls in Town como Rita Holloway (1957) |

### Televisión
- The Red Skelton Show
- Four Star Playhouse
- 2Highway Patrol